# Yavne'el
Yavne'el (hebreiska: Yavne’el, יבנאל, משמר השלושה, בית גן) är en ort i Israel.   Den ligger i distriktet Norra distriktet, i den nordöstra delen av landet. Antalet invånare är 2 900.
Terrängen runt Yavne'el är kuperad, och sluttar österut. Runt Yavne'el är det tätbefolkat, med 982 invånare per kvadratkilometer. Närmaste större samhälle är Tiberias, 9,9 km norr om Yavne'el. Trakten runt Yavne'el består till största delen av jordbruksmark.